# Capesterre-de-Marie Galante
Capesterre-de-Marie Galante – gmina w Gwadelupie (departament zamorski Francji); 3455 mieszkańców (2007).